# La Béroche
Ne doit pas être confondu avec La Grande Béroche.

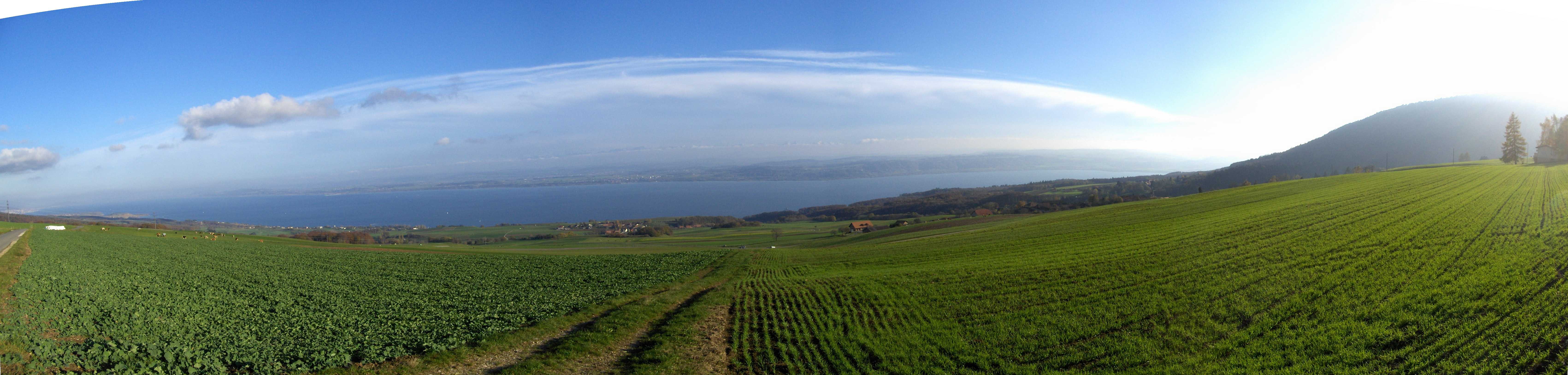
La Béroche, vue depuis le village de Provence.

La Béroche est une région qui s'étend sur environ sept kilomètres de la rive nord-ouest du lac de Neuchâtel, à une quinzaine de kilomètres au sud-ouest de la ville de Neuchâtel, ou aussi à une douzaine de kilomètres au nord-est de celle d'Yverdon-les-Bains. Elle se situe dans le canton de Neuchâtel dans la région Littoral, et faisait partie du district de Boudry.  La Béroche s'étend en altitude jusqu'au faîte de la première chaîne jurassienne, en particulier jusqu'au bord du cirque du Creux-du-Van.

## Étymologie
Le nom de Béroche vient du latin parochia (paroisse), car son territoire correspond à la paroisse de Saint-Aubin, vieille de près de 850 ans, qui comprend les anciennes communes neuchâteloises de Saint-Aubin-Sauges, Gorgier, Montalchez, Fresens et Vaumarcus.

## Histoire
Il fut créé aussi une paroisse temporelle, en 1566, qui gère des biens et forêts, en particulier en amont de Saint-Aubin une grande partie de la magnifique forêt du Devens, enchantée même pour certains, une hêtraie thermophile, riche en blocs erratiques et parsemée de quelques jolis menhirs.
La commune actuelle de La Grande Béroche, créée le 1er janvier 2018, est née de la fusion des cinq communes bérochales de Saint-Aubin, Gorgier, Fresens, Montalchez et Vaumarcus avec leur voisine Bevaix, située au nord-est de la Béroche. Cette nouvelle commune, au 31 décembre 2017, compte 8 956 habitants, ce qui fait d'elle la septième commune la plus habitée du canton.

## Description
La région habitée est principalement constituée de champs, de vignobles et de bois, est tournée vers le sud-ouest et, hors côté lac, est ceinte complètement par la forêt. Sur les Hauts de la Béroche, par beau temps, s'ouvre un immense panorama sur les Alpes, qui va à l'est du Säntis, près de la frontière autrichienne, jusqu'au massif du Mont-Blanc au sud.